# Kopparhavet

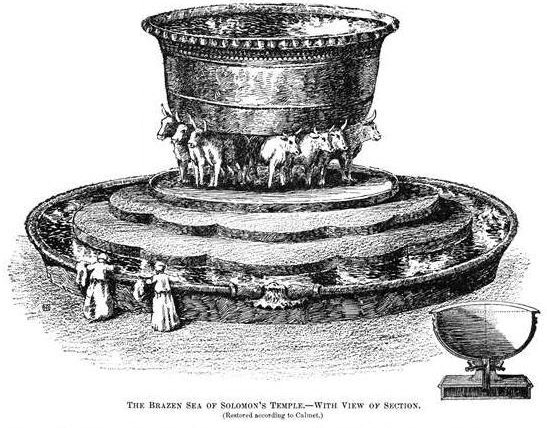
En konstnärs illustration av kopparhavet.

Kopparhavet (ים מוצק) var en stor bassäng som fanns vid Jerusalems tempel och stod i sydöstra hörnet av den inre gården.

## Beskrivning
Kopparhavet var tillverkat av kung Salomo för rituell rening av prästerna och beskrivs i 1 Kungaboken 7:23-26 och 2 Krönikeboken 4:2-5. Enligt Bibeln var det fem alnar högt, tio alnar i diameter från kant till kant, och trettio alnar i omkrets. Övre kanten var utåtvänd som kanten på en bägare "i form av en utslagen lilja" och dess tjocklek var en handsbredd, omkring fyra tum. Det placerades på ryggen av tolv kopparoxar, som stod med sina ansikten utåt. Havet kunde innehålla tvåtusen eller tretusen bat vatten (2 Krönikeboken 4:5). Ett faktum var att bassängen var hög och svår att kliva ned i ovanifrån vilket antyder att vattnet möjligen runnit från kopparhavet till en bassäng längre ned. Vattnet levereras ursprungligen av gibeoniterna (Josua 9:27), men kom senare att ledas dit genom en ledning från Salomos dammar. Kopparhavet var gjort av mässing eller brons, som Salomos far kung David hämtat från de städer han besegrat och som tidigare hade styrts av Hadadeser, kungen i Soba (1 Krönikeboken 18:8). Senare tog kung Achas bort havet från oxarna, och placerade det på stenläggningen (2 Kungaboken 16:17). Kopparhavet förstördes tillsammans med templet av kaldéerna (2 Kungaboken 25:13) omkring år 587 f.Kr.

## Approximation av pi
Den bibliska beskrivningen att kopparhavet har en diameter på 10 alnar och en omkrets av 30 alnar tyder på att vid konstruktionen av bassängen så approximerades pi med heltalsvärdet 3. Detta är i överensstämmelse med praxis i babylonisk matematik vid den tiden (500-talet f.Kr.), men har tidigt gett upphov till debatt inom rabbinska judendomen på grund av oro för att den bibliska texten här skulle kunna vara felaktig.
Rabbi Nehemja hävdade på 100-talet att texten inte alls påstår att pi är lika med tre, men att hebréerna istället mätte diametern på bassängens utsida, medan omkretsen mättes längs bassängens insida. Efter att ha tagit hänsyn till bassängens tjocklek, resulterar detta att den beräknade kvoten av omkrets och diameter ligger närmare det sanna värdet av pi. Om man antar att en aln var cirka 18 tum och en handsbredd var cirka 4 tum, kommer förhållandet av bassängens beskrivna dimensioner att avvika från pi med mindre än 1%.